# Aleksiej Czeriepanow
Aleksiej Andriejewicz Czeriepanow (ros. Алексей Андреевич Черепанов; ur. 15 stycznia 1989 w Barnaule, zm. 13 października 2008 w Czechowie) – rosyjski hokeista.

## Kariera klubowa
- Awangard Omsk (2005-2008)

Był wychowankiem klubu Motor Barnauł w rodzinnym mieście. Od 2005 był zawodnikiem Awangardu Omsk. Podczas pierwszego sezonu gry w rosyjskiej Superlidze w barwach Awangardu otrzymał przydomek: Syberyjski Ekspres, gdyż zdobył więcej punktów niż Jewgienij Małkin, Aleksandr Owieczkin czy Ilja Kowalczuk w swoich debiutanckich sezonach (w wieku 17 lat). W marcu 2007 roku pobił rekord ilości strzelonych goli przez debiutanta należący wcześniej do Pawła Bure.
22 czerwca 2007 roku został wybrany w drafcie do NHL w 1 rundzie z 17 numerem przez New York Rangers, jednak postanowił pozostać w Awangardzie. 
5 listopada 2007 został wybrany najlepszym debiutantem w sezonie superligi rosyjskiej 2006/2007.
3 października 2008 Aleksiej pobił klubowy rekord, strzelając gole w sześciu kolejnych meczach.
Statystyki klubowe
GP = mecze, G = gole, A = Asysty, Pkt = Punkty, PIM = Kary w minutach
Statystyki zawodnika
| 2006-07                  | Awangard Omsk            | RSL                      | 46 | 18 | 11 | 29 | 45 | 10 | 3  | 5  | 8  | 0  |
| 2007-08                  | Awangard Omsk            | RSL                      | 46 | 15 | 13 | 28 | 12 | 4  | 2  | 1  | 3  | 0  |
| 2008-09                  | Awangard Omsk            | KHL                      | 15 | 8  | 5  | 13 | 6  | -- | -- | -- | -- | -- |
| Razem w Superlidze (RSL) | Razem w Superlidze (RSL) | Razem w Superlidze (RSL) | 92 | 33 | 24 | 57 | 57 | 14 | 5  | 6  | 11 | 0  |
| Razem w KHL              | Razem w KHL              | Razem w KHL              | 15 | 8  | 5  | 13 | 6  | -- | -- | -- | -- | -- |

## Kariera reprezentacyjna
Występował w reprezentacjach juniorskich Rosji do lat 18 i do lat 20. Na przełomie sierpnia i września 2007 rozegrał z młodzieżową reprezentacją Rosji cykl ośmiu meczów z młodzieżową reprezentacją Kanady w ramach cyklu Super Series.

## Sukcesy
Reprezentacyjne
- Złoty medal mistrzostw świata juniorów do lat 18: 2007
- Srebrny medal mistrzostw świata juniorów do lat 20: 2007
- Brązowy medal mistrzostw świata juniorów do lat 20: 2008

Klubowe
- Brązowy medal mistrzostw Rosji: 2007 z Awangardem
- Drugie miejsce w Pucharze Kontynentalnym: 2007 z Awangardem

Indywidualne
- Mistrzostwa świata do lat 18 w hokeju na lodzie mężczyzn 2007/Elita:
- Drugie miejsce w klasyfikacji strzelców turnieju: 5 goli[3]
  - Skład gwiazd turnieju[4]
  - Jeden z trzech najlepszych zawodników reprezentacji na turnieju[5]
- Mistrzostwa Świata Juniorów w Hokeju na Lodzie 2007/Elita: 
  - Pierwsze miejsce w klasyfikacji strzelców turnieju: 5 goli
  - Najlepszy napastnik turnieju
  - Skład gwiazd turnieju
- Nagroda dla najlepszego pierwszoroczniaka Superligi w sezonie 2006/2007

## Śmierć – przyczyny i konsekwencje
Aleksiej Czeriepanow zmarł 13 października 2008 po zasłabnięciu podczas wyjazdowego spotkania Awangardu Omsk z Witiaziem Czechow w Czechowie. W trakcie meczu zderzył się z Jaromírem Jágrem, po czym upadł na lód. Po tym wydarzeniu przeniesiono go do szatni, po czym odwieziono na oddział intensywnej terapii. Karetki pod lodowiskiem nie było, przyjechała po 15-20 minutach, po czym zabrała zawodnika do szpitala. Pomimo podjętego leczenia, Czeriepanow zmarł po przewiezieniu do szpitala. Został pochowany na cmentarzu komunalnym w Omsku 18 października 2008.
Sekcja zwłok wykazała chroniczne niedokrwienie, którego nie wykazały badania przeprowadzone w ramach medycyny sportowej. Ponadto dowiedziono, że zawodnik cierpiał na zapalenie mięśnia sercowego. Przed meczem zażył lek kordiaminę (powodującego stymulację układu krwionośnego i oddechowego), który widnieje na liście zakazanych środków dopingujących.
W wyniku tragicznego zdarzenia władze ligi KHL wydały decyzję, w myśl której dożywotnim zakazem działalności w hokeju na lodzie został ukarany prezes Awangardu Konstantin Potapow, menadżer generalny klubu Anatolij Bardin oraz lekarz klubowy Siergiej Biełkin. Taką samą karę zastosowano wobec dyrektora klubu Witiazia Czechow, Michaiła Dienisowa.

## Upamiętnienia
- Klub Awangard Omsk zastrzegł na stałe numer 7, w którym na koszulce występował Aleksiej Czeriepanow.
- W lidze KHL corocznie przyznaje się nagrodę dla najlepszego pierwszoroczniaka sezonu KHL im. Aleksieja Czeriepanowa.
- W lutym 2011 uroczyście odsłonięto obelisk z pomnikiem na grobie zawodnika. Pomnik z brązu przedstawia Aleksieja Czeriepanowa w stroju hokejowym z uniesionym kijem trzymanym w prawej ręce.